# サイバー人間の復讐
「サイバー人間の復讐」（サイバーにんげんのふくしゅう、原題: Revenge of the Cybermen）は、イギリスのSFテレビドラマシリーズ『ドクター・フー』シーズン12の最後のストーリーである。1968年の The Invasion 以降では初めてサイバーマンが登場した。
イギリスではBBC Oneで1975年4月19日から5月10日にかけて放送された。日本では株式会社ポニーキャニオンが1986年に「サイバーマンの逆襲」という邦題で日本語字幕付きでVHSを発売した。後に1989年9月13日から9月27日までNHK BS2の衛星こども劇場枠で放送されており、その際に邦題が「サイバー人間の復讐」に変更された。
舞台は宇宙ステーションナーヴァと金の惑星ヴォガで、「宇宙の箱舟」の数千年前である。ヴォガの金がサイバーマンには致命的であったため、彼らが惑星の破壊を計画した。

## 制作
ゲリー・デイヴィスが当初の脚本 Return of the Cybermen を執筆し、ロバート・ホームズがこれを書き直してヴォガの要素を加え、タイトルに Revenge をつけた。プロデューサーのフィリップ・ヒンチクリフはこの番組では新参であったため、このストーリーは彼の前任者バリー・レッツから委託されることとなった。レッツとホームズは新しいドクター（4代目ドクター）をどう動かせばよいか悩み、最初のシーズンにはダーレクやサイバーマンといった親しみのある有名なモンスターを使うのが安全だと考えた。ゲリー・デイヴィスは4代目ドクターの性格を2代目ドクターのパトリック・トラウトンのように慎重だと考えていたため、それが4代目ドクターのトム・ベイカーの描写と一致せず、ベイカーのスタイルを含むよう脚本の書き直しが必要となった。また、デイヴィスはストーリーのタイトルに不満を抱いていた。 

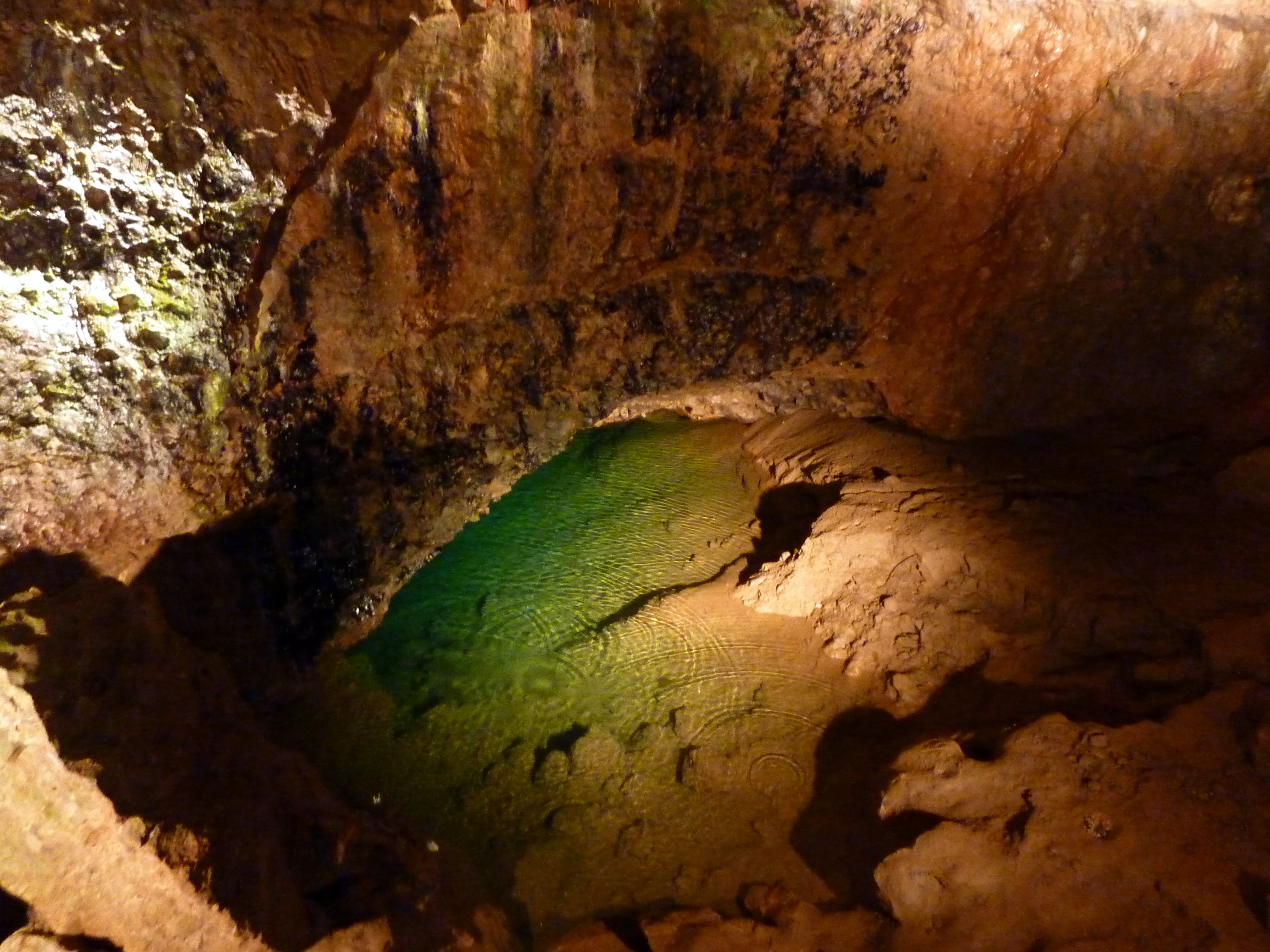
惑星ヴォガのロケ地に使われたウーキー・ホール

本作はコスト削減も兼ねて「宇宙の箱舟」と同じセットで撮影されたほか、ウーキー・ホールも使用された。「宇宙の箱舟」の直後の制作ブロックで撮影されたため、放送シークエンスから制作コードが抜け落ちている。ウーキー・ホールでの撮影は事故が続いて難航し、制作チームからは呪いとも呼ばれた。
本作に登場するラジオトランスミッターは映画『007 死ぬのは奴らだ』に登場したもの。